# 格陵兰独立
格陵兰独立是格陵兰的一些政党（如前进、因纽特人共同体、方向点和我们土地的后代）、利益团体和个人的政治目标，他们希望现为丹麦王国自治领的格陵兰成为一个独立的主权国家。